# Georg von Knobelsdorff
Georg Wenzeslaus von Knobelsdorff (Kukadło, 17 de fevereiro de 1699 – Berlim, 16 de setembro de 1753) foi um arquiteto da antiga Prússia.

## Vida
Knobelsdorff nasceu em Kuckädel, agora no condado de Krosno Odrzańskie. Soldado a serviço da Prússia, renunciou ao posto de capitão em 1729 para dedicar-se à arquitetura. Em 1740 ele viajou para Paris e Itália para estudar às custas do novo rei, Frederico II da Prússia.
Knobelsdorff foi influenciado como arquiteto pelo classicismo barroco francês e pela arquitetura palladiana. Com seu design de interiores e o apoio do rei, ele criou a base para o estilo rococó em Rheinsberg, que foi a residência do príncipe herdeiro e posteriormente monarca. Foi conservador dos edifícios do rei e conselheiro secreto de finanças. Foi autor do projeto do Palácio de Sanssouci, da Ópera de Berlin, do Tiergarten, do Palácio de Charlottenburg, e do Stadtschloss de Potsdam.
Knobelsdorff era o guardião-chefe dos edifícios reais e chefe de um conselho privado sobre questões financeiras. Em 1746 foi demitido pelo rei, e Johann Boumann terminou todos os seus projetos, incluindo Sanssouci.
Knobelsdorff morreu em Berlim. Seu túmulo está preservado no cemitério protestante Friedhof I der Jerusalems- und Neuen Kirchengemeinde (Cemitério nº I das congregações da Igreja de Jerusalém e da Nova Igreja) em Berlin-Kreuzberg, ao sul de Hallesches Tor.